# Esther Jansma
Esther Jansma   (Amsterdam, 24 de desembre de 1958 - Utrecht, 23 de gener de 2025) va ser una arqueòloga, escriptora i catedràtica neerlandesa.
Nascuda a la ciutat d'Amsterdam, treballà com a arqueòloga. Jansma va publicar la seva primera col·lecció de poesia Stem onder mijn bed el 1988. El 1990, va publicar Bloem (flor), que reflecteix els seus sentiments després que el seu primer fill va morir en néixer. Jansma va ser professora al departament de Geociències a la Universitat d'Utrecht des de 2007 per la dendrocronologia i paleoecologia del Quaternari.

## Obra publicada
Selecció d'obres literària.
- Waaigat, poesia (1993)
- Picknick op de wenteltrap, novel·la (1997)
- Hier is de tijd, poesia (1998), va rebre el Premi VSB Premi de Poesia
- Dakruiters, poesia (2000), va rebre el Premi Hugues C. Pernath
- Alles is nieuw, poesia (2005), nominat per al Premi de Poesia VSB i guardonat amb la medalla A.Roland Holst-Penning i el Premi Jan Campert[4]